# Canoagem nos Jogos Pan-Americanos de 2015 - K-2 200 m masculino
A competição do K-2 200 metros masculino foi um dos eventos da canoagem nos Jogos Pan-Americanos de 2015. Foi disputada na Welland Pan Am Flatwater Centre, em Welland, no dia 14 de julho.

## Calendário
Horário local (UTC-4).
| Data        | Horário | Fase  |
| ----------- | ------- | ----- |
| 14 de julho | 10:55   | Final |

## Medalhistas
| Ouro   | ARG Ezequiel Di Giacomo e Rubén Voisard                                                          |
| Prata  | CUB Fidel Vargas e Reinier Torres                                                                |
| Bronze | CAN Mark de Jonge e Pierre-Luc Poulin BRA Hans Heinrich Mallmann e Edson Isaias Freitas Da Silva |

## Resultados

### Final
| Pos.              | Canoísta                                             | Nacionalidade | Tempo  | Notas |
| ----------------- | ---------------------------------------------------- | ------------- | ------ | ----- |
| Medalha de ouro   | Ezequiel Di Giacomo Rubén Voisard                    | ARG Argentina | 33.955 |       |
| Medalha de prata  | Fidel Vargas Reinier Torres                          | CUB Cuba      | 34.139 |       |
| Medalha de bronze | Mark de Jonge Pierre-Luc Poulin                      | CAN Canadá    | 34.345 |       |
| Medalha de bronze | Hans Heinrich Mallmann Edson Isaias Freitas Da Silva | BRA Brasil    | 34.345 |       |
| 5                 | Jose Ramos Ramos Antonio Oropeza Suarez              | VEN Venezuela | 34.864 |       |
| 6                 | Jordan Salazar Osbaldo Fuentes                       | MEX México    | 37.072 |       |
| 7                 | Mauro de Sosa Edgardo Brum                           | URU Uruguai   | 39.276 |       |